# جون بورغوين
الجنرال جون بورغوين (بالإنجليزية: John Burgoyne) (24 فبراير1722-4 أغسطس 1792) ضابط في الجيش البريطاني وكاتب مسرحي وسياسي، بقي في مجلس العموم من عام 1761 إلى 1792، وهو أول من شهد المعارك أثناء حرب السنوات السبع التي شارك فيها، والتي حدث أبرزها خلال حملة البرتغال في عام 1762.
يشتهر جون بورغوين بدوره في الحرب الثورية الأمريكية. وضع خطة للغزو وعُيِّن لقيادة قوة تتحرك جنوبًا من كندا لتقسيم نيو إنغلاند وإنهاء التمرد. تقدّم بورغوين من كندا ولكن حركته البطيئة سمحت للأمريكيين بتركيز قواتهم. تحرك الجيش البريطاني في مدينة نيويورك جنوبًا للاستيلاء على فيلادلفيا بدلاً من مؤازرته وفقًا للخطة الشاملة. خاض بورغوين معركتين صغيرتين قرب ساراتوجا للخروج بعد أن كان محاطًا. استسلم بورغوين مع جيشه المكون من 6200 رجل في 17 أكتوبر في عام 1777، وذلك بعد أن حاصرته القوات الأمريكية العليا التي لم تترك له أملًا بالفوز. وصف المؤرخ إدموند مورغان استسلامه بأنه «كان نقطة تحول كبيرة في الحرب لأنه أكسب الأميركيين الأجانب المساعدة التي جسدت العنصر الأخير اللازم للنصر». عاد هو وضباطه إلى إنجلترا، وأصبح الرجال المجندون أسرى حرب. تعرض بورغوين لانتقادات حادة عندما عاد إلى لندن ولم يستلم أي نشاط قيادي آخر.  

## حرب الاستقلال الأمريكية المبكرة
حصل على ترقية في الجيش إلى رتبة جنرال. عُيِّن لقيادة أحد الفرق العسكرية عند اندلاع الحرب الأمريكية، ولكنه وصل إلى بوسطن في مايو في عام 1775 بعد أسابيع قليلة من اندلاع الحرب. شارك كجزء من الحامية خلال حصار بوسطن، وذلك على الرغم من عدم مشاركته في معركة بانكر هيل حيث قاد كل من ويليام هاو وهنري كلينتون القوات البريطانية. شعر بورغوين بالإحباط بسبب قلة الفرص، وعاد إلى إنجلترا قبل فترة طويلة من عودة بقية الحامية التي أخلت المدينة في مارس في عام 1776.
ترأس بورغوين التعزيزات البريطانية التي أبحرت في نهر سانت لورانس، وحرر مدينة كيبك التي كانت تحت حصار الجيش القاري في عام 1776. قاد القوات تحت قيادة الجنرال غاي كارلتون في الحملة التي طاردت الجيش القاري في مدينة كيبك. قاد كارلتون بعد ذلك القوات البريطانية إلى بحيرة شامبلين، ووصفه بورغوين بأنه كان جريئًا لدرجة كافية عندما فشل في محاولة الاستيلاء على حصن تيكونديروجا بعد فوزه في معركة جزيرة فالكور البحرية في شهر أكتوبر.

## حملة ساراتوجا
تولى بورغوين قيادة القوات البريطانية المكلفة بالسيطرة على بحيرة شامبلين ووادي نهر هدسون، وذلك في العام الذي يلي إقناعه للملك جورج الثالث وحكومته بأخطاء كارلتون. وضع بورغوين خطة تجسدت في عبوره هو وقوته بحيرة شامبلين من كيبك والاستيلاء على حصن تيكونديروجا قبل التقدم إلى مقاطعة ألباني في نيويورك حيث كانوا سيلتقون مع جيش بريطاني آخر تحت قيادة الجنرال هاو شمال مدينة نيويورك، وقوة أصغر كان من شأنها أن تنزل إلى وادي نهر موهوك تحت قيادة باري سانت ليغر. هدفت هذه الخطة إلى فصل نيو إنغلاند عن المستعمرات الجنوبية ظنًا أن هذا سيسهّل إنهاء التمرد.
كان بورغوين شديد الثقة منذ البداية. اعتقد أنه يقود قوة طاغية، ونظر إلى الحملة بشكل كبير بمثابة نزهة سوف تجعله بطلاً قوميًا أنقذ مستعمرات المتمردين من أجل العرش. راهن بورغوين رجل الدولة تشارلز جيمس فوكس قبل مغادرته لندن بعشرة جنيهات بأنه سيعود منتصراً في غضون عام، ولم يكترث للآراء الأخرى الأكثر حذرًا سواء البريطانية منها أو الأمريكية، والتي اقترحت حملة ناجحة باستخدام الطريق الذي اقترحه على أنه كان مستحيلاً كما أظهرت المحاولة التي حدثت في العام السابق.
أُكد الاعتقاد بتوفر المساعدة لاقتحام بورغوين العدواني لكيبك من قبل قوتين بريطانيتين كبيرتين تحت قيادة الجنرالين هاو وكلينتون اللذين سيدعمان التقدم. لم يُرسل اللورد جيرمان أوامرًا واضحة من لندن بشأن هذه المساعدة، فأدى ذلك إلى عدم اتخاذ هاوٍ أي إجراء لدعم بورغوين، وانتقل كلينتون من نيويورك بعد فوات الأوان وبقدر أقل من القوة لتوفير أي مساعدة كبيرة لبورغوين.
انتهى به المطاف في إدارة الحملة بمفرده نتيجة لسوء الفهم السابق. لم يكن مدركًا بأنه لن يحصل على دعم إضافي، وبقي واثقًا بطريقة عقلانية من نجاحه. جمع بورغوين جيشًا يضم أكثر من 7000 جندي في كيبك، واعتمد على تصديق التقارير التي تفيد بأنه يمكن أن يعتمد على دعم أعداد كبيرة من الأمريكيين الأصليين والموالين الأمريكيين الذين سيتجمعون حول العلم بمجرد وصول البريطانيين إلى الجنوب. اكتظت معظم المنطقة الواقعة بين بحيرة شامبلين وألباني بالسكان حتى لو لم يكن الريف مؤيدًا لبريطانيا كما هو متوقع، وشكك بورغوين بأي قوة رئيسية مضادة يمكن أن تتجمع هناك.
كانت الحملة ناجحة في البداية. استحوذ بورغوين على المواقع الأمامية الحيوية في فورت تيكونديروجا (والذي أصبح ملازمًا عامًا بسببها) وبلدة فورت إدوارد. قرر بورغوين قطع اتصالاته مع كيبك بعد مضيه قدمًا في الحملة، وطوِّقت المدينة في النهاية بواسطة قوة عليا بقيادة الجنرال الأمريكي هوراشيو غيتس. صًدَّت العديد من المحاولات لاختراق خطوط العدو في ساراتوجا في سبتمبر وأكتوبر في عام 1777. استسلم بورغوين مع جيشه بأكمله الذي بلغ عدده 5800 في 17 أكتوبر في عام 1777. كان هذا أعظم انتصار حققه المستعمرون حتى الآن وأثبت أنه نقطة التحول في الحرب.

## الحياة في وقت لاحق

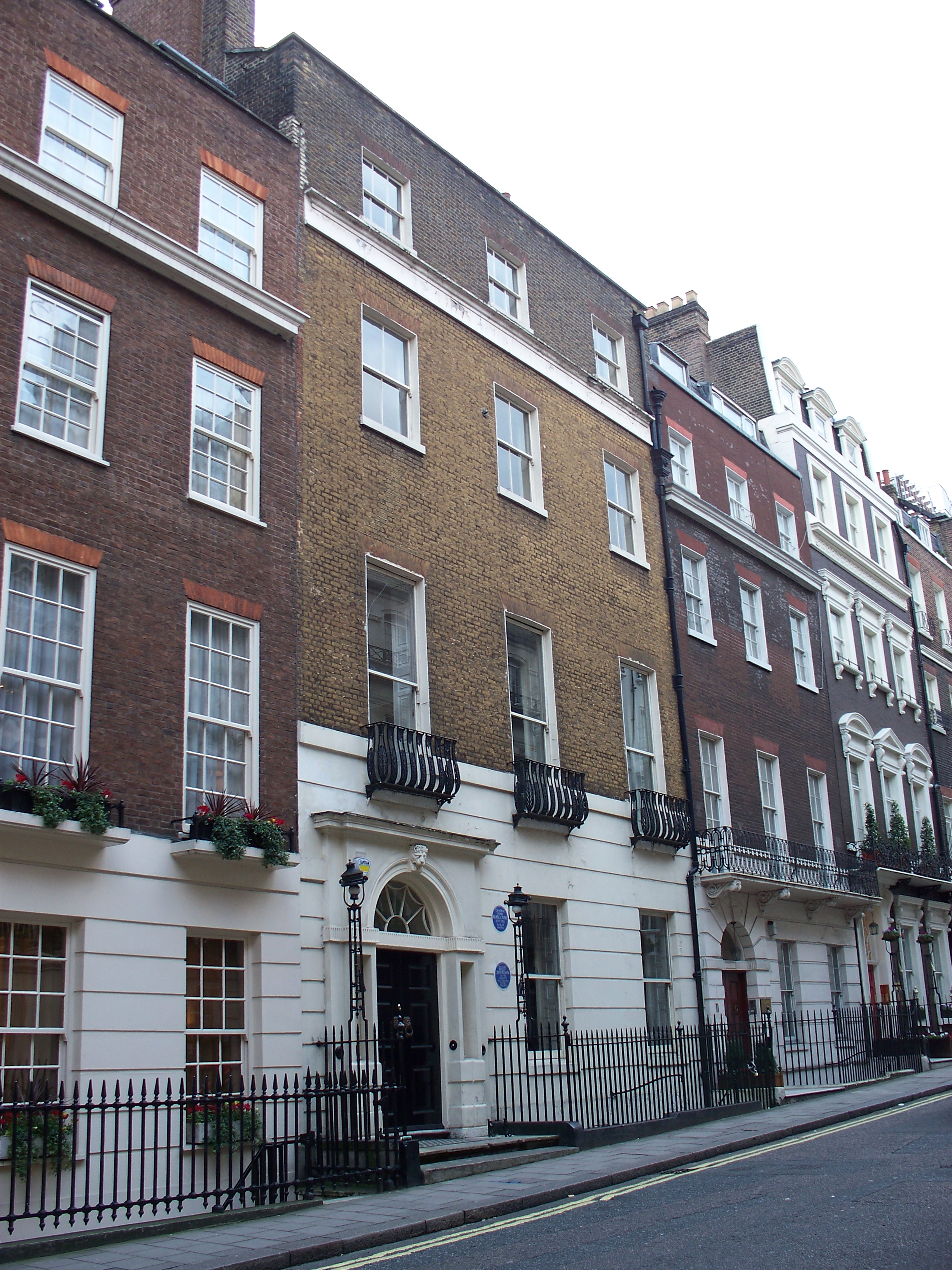
منزل جون بورغوين في أواخر حياته

كان بورغوين من مؤيدي حزب المحافظين الداعمين لحكومة الشمال في السابق، ولكنه بدأ بالتعاون مع يمينيي روكينغهام بعد عودته من ساراتوجا. عاد بورغوين إلى رتبته في عام 1782 عندما وصل أصدقائه السياسيون إلى السلطة، ومُنح قيادة الفوج الملكي الخاص، وتولى منصب القائد العام في أيرلندا وعُيِّن مستشارًا خاصًا. انسحب بورغوين أكثر فأكثر عودة إلى حياته الخاصة بعد سقوط حكومة روكينغهام في عام 1783. تجسدت آخر خدماته العامة في مشاركته في محاكمة وارن هاستينغز. توفي بشكل غير متوقع في 4 أغسطس في عام 1792 في منزله في مايفير بعد أن شوهد في الليلة السابقة في المسرح بصحة جيدة. دُفن بورغوين في دير وستمنستر في الممشى الشمالي للأديرة.
توفيت زوجته في عام 1776، وأنجب بورغوين أربعة أطفال من عشيقته التي تدعى سوزان كولفيلد. كان أحد هؤلاء الأولاد المارشال الميداني جون فوكس بورغوين والد هيو تالبوت بورغوين.

## وصلات خارجية
- جون بورغوين على موقع الموسوعة البريطانية (الإنجليزية)
- جون بورغوين على موقع إن إن دي بي (الإنجليزية)

- مؤلفات جون بورغوين في مشروع غوتنبرغ
- أعمال أو نبذة عن جون بورغوين على أرشيف الإنترنت